# Jim Mahon Memorial Trophy
Jim Mahon Memorial Trophy je hokejová trofej udělovaná každoročně v Ontario Hockey League nejproduktivnějšímu útočníkovi hrajícímu na pravém křídle. Trofej byla pojmenována po Jimu Mahonovi, nadějném hráči, který ovšem zemřel v roce 1971 po zásahu elektrickým proudem.

## Vítězové Jim Mahon Memorial Trophy
- 2017–18 - Jordan Kyrou, Sarnia Sting
- 2016–17 - Alex DeBrincat, Erie Otters
- 2015–16 - Kevin Labanc, Barrie Colts
- 2014–15 - Mitchell Marner, London Knights
- 2013–14 - Connor Brown, Erie Otters
- 2012–13 - Seth Griffith, London Knights
- 2011–12 - Tyler Toffoli, Ottawa 67's
- 2010–11 - Tyler Toffoli, Ottawa 67's a Jason Akeson, Kitchener Rangers
- 2009–10 - Taylor Beck, Guelph Storm
- 2008–09 - Justin DiBenedetto, Sarnia Sting
- 2007–08 - John Hughes, Brampton Battalion
- 2006–07 - Patrick Kane, London Knights
- 2005–06 - David Bolland, London Knights
- 2004–05 - Corey Perry, London Knights
- 2003–04 - Corey Perry, London Knights
- 2002–03 - Matt Foy, Ottawa 67's
- 2001–02 - Mike Renzi, Belleville Bulls
- 2000–01 - Branko Radivojevič, Belleville Bulls
- 1999–00 - Sheldon Keefe, Barrie Colts
- 1998–99 - Norm Milley, Sudbury Wolves
- 1997–98 - Maxim Spiridonov, London Knights
- 1996–97 - Joe Seroski, Sault Ste. Marie Greyhounds
- 1995–96 - Cameron Mann, Peterborough Petes
- 1994–95 - David Ling, Kingston Frontenacs
- 1993–94 - Kevin Brown, Detroit Junior Red Wings
- 1992–93 - Kevin Brown, Detroit Junior Red Wings
- 1991–92 - Darren McCarty, Belleville Bulls
- 1990–91 - Rob Pearson, Oshawa Generals
- 1989–90 - Owen Nolan, Cornwall Royals
- 1988–89 - Stan Drulia, Niagara Falls Thunder
- 1987–88 - Sean Williams, Oshawa Generals
- 1986–87 - Ron Goodall, Kitchener Rangers
- 1985–86 - Ray Sheppard, Cornwall Royals
- 1984–85 - Dave MacLean, Belleville Bulls
- 1983–84 - Wayne Presley, Kitchener Rangers
- 1982–83 - Ian MacInnis, Cornwall Royals
- 1981–82 - Tony Tanti, Oshawa Generals
- 1980–81 - Tony Tanti, Oshawa Generals
- 1979–80 - Jim Fox, Ottawa 67's
- 1978–79 - Mike Foligno, Sudbury Wolves
- 1977–78 - Dino Ciccarelli, London Knights
- 1976–77 - John Anderson, Toronto Marlboros
- 1975–76 - Peter Lee, Ottawa 67's
- 1974–75 - Dave Napier, Toronto Marlboros
- 1973–74 - Dave Gorman, St. Catharines Black Hawks
- 1972–73 - Dennis Ververgaert, London Knights
- 1971–72 - Billy Harris, Toronto Marlboros